# Charlemagne: By the Sword and the Cross
Charlemagne: By the Sword and the Cross ist ein Konzeptalbum von Schauspieler und Sänger Christopher Lee aus dem Jahr 2010. Es handelt von den Glaubenskriegen Karl des Großen mit besonderem Bezug auf das Blutgericht von Verden. Es ist das erste eigene Album Lees, nachdem er zuvor unter anderem für die Bands Rhapsody of Fire und Manowar als Gastmusiker tätig war. Die Musikrichtung bezeichnet er als Symphonic Metal.
Bei den Metal Hammer Golden God Awards 2010 wurde das Album mit dem Spirit of Metal-Award ausgezeichnet, der Lee bei der zugehörigen Zeremonie von Black-Sabbath-Gründer Tony Iommi übergeben wurde. Am Konzeptalbum waren zwei Metal-Bands, ein 100-Mann-Orchester sowie mehrere Gastmusiker beteiligt, die die verschiedenen Rollen der Geschichte singen. Die Musik wurde von Marco Sabiu komponiert. Ein Musikvideo für den Song The Bloody Verdict of Verden wurde im Juni 2012 veröffentlicht.
Ein Nachfolgealbum erschien im Mai 2013 unter dem Titel Charlemagne: The Omens of Death.

## Titelliste
1. Overture – 2:53
2. Act I:
  1. Intro – 1:34
  2. King of the Franks – 7:14
3. Act II:
  1. Intro – 1:46
  2. The Iron Crown of Lombardy – 8:12
4. Act III:
  1. Intro – 3:26

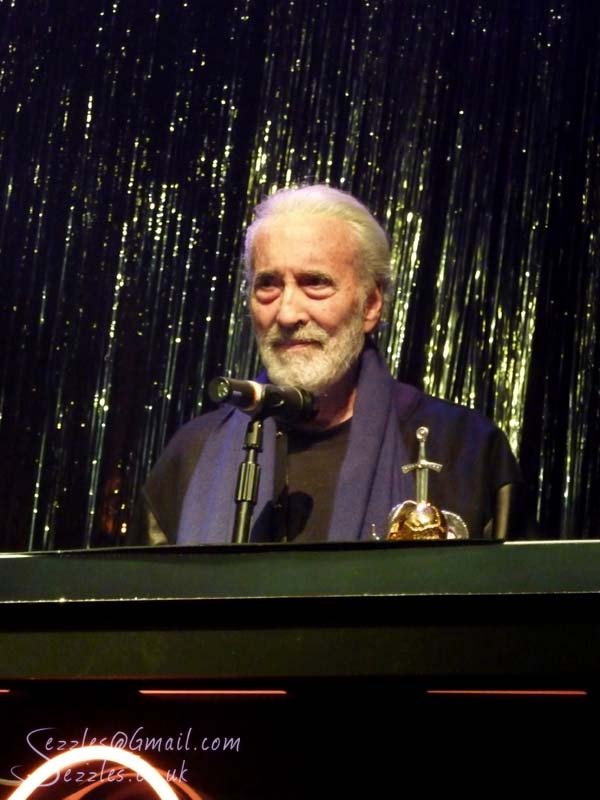
Lee nimmt den "Spirit of Metal" award bei den Metal Hammer Golden Gods Awards 2010 entgegen.

  2. The Bloody Verdict of Verden – 6:16
5. Act IV:
  1. Intro – 2:31
  2. The Age of Oneness Out of Diversity – 6:07
6. Act V:
  1. Intro – 2:09
  2. Starlight – 4:40
7. Finale – 3:57
8. Iberia – 5:10
9. The Bloody Verdict of Verden (Instrumental) – 6:20

## Besetzung
- Christopher Lee...Charlemagne (Geist)
- Christina Lee...Erzähler
- Phil SP...Pippin the Short
- Mauro Conti...Pope Hadrian
- Vincent Ricciardi...Charlemagne (Jung)
- Lydia Salnikova...Hildegard
- Christi Ebenhoch...Erzähler